# Friedel Lutz
Friedel Lutz (21. ledna 1939 Bad Vilbel – 7. února 2023) byl německý fotbalista, obránce.

## Fotbalová kariéra
V německé bundeslize hrál za Eintracht Frankfurt a TSV 1860 München. V roce 1959 získal s Eintrachtem Frankfurt mistrovský titul. V Poháru mistrů evropských zemí nastoupil v 9 utkáních a v Pohár UEFA nastoupil v 6 utkáních. Za reprezentaci Německa nastoupil v letech 1960–1966 ve 12 utkáních. Byl členem stříbrné reprezentace Německa na Mistrovství světa ve fotbale 1966, nastoupil v semifinálovém utkání se Sovětským svazem.

## Ligová bilance
| Ročník                                 | Zápasy | Góly | Klub                |
| -------------------------------------- | ------ | ---- | ------------------- |
| Fußball-Oberliga Süd 1957/1958         | 1      | 0    | Eintracht Frankfurt |
| Fußball-Oberliga Süd 1958/1959         | 25     | 0    | Eintracht Frankfurt |
| Fußball-Oberliga Süd 1959/1960         | 28     | 0    | Eintracht Frankfurt |
| Fußball-Oberliga Süd 1960/1961         | 28     | 2    | Eintracht Frankfurt |
| Fußball-Oberliga Süd 1961/1962         | 20     | 2    | Eintracht Frankfurt |
| Fußball-Oberliga Süd 1962/1963         | 22     | 0    | Eintracht Frankfurt |
| Německá fotbalová Bundesliga 1963/1964 | 21     | 0    | Eintracht Frankfurt |
| Německá fotbalová Bundesliga 1964/1965 | 21     | 0    | Eintracht Frankfurt |
| Německá fotbalová Bundesliga 1965/1966 | 32     | 0    | Eintracht Frankfurt |
| Německá fotbalová Bundesliga 1966/1967 | 11     | 0    | TSV 1860 München    |
| Německá fotbalová Bundesliga 1967/1968 | 3      | 0    | Eintracht Frankfurt |
| Německá fotbalová Bundesliga 1968/1969 | 26     | 1    | Eintracht Frankfurt |
| Německá fotbalová Bundesliga 1969/1970 | 29     | 2    | Eintracht Frankfurt |
| Německá fotbalová Bundesliga 1970/1971 | 32     | 0    | Eintracht Frankfurt |
| Německá fotbalová Bundesliga 1971/1972 | 32     | 1    | Eintracht Frankfurt |
| Německá fotbalová Bundesliga 1972/1973 | 4      | 0    | Eintracht Frankfurt |
| CELKEM                                 | 335    | 8    |                     |